# Sarangi

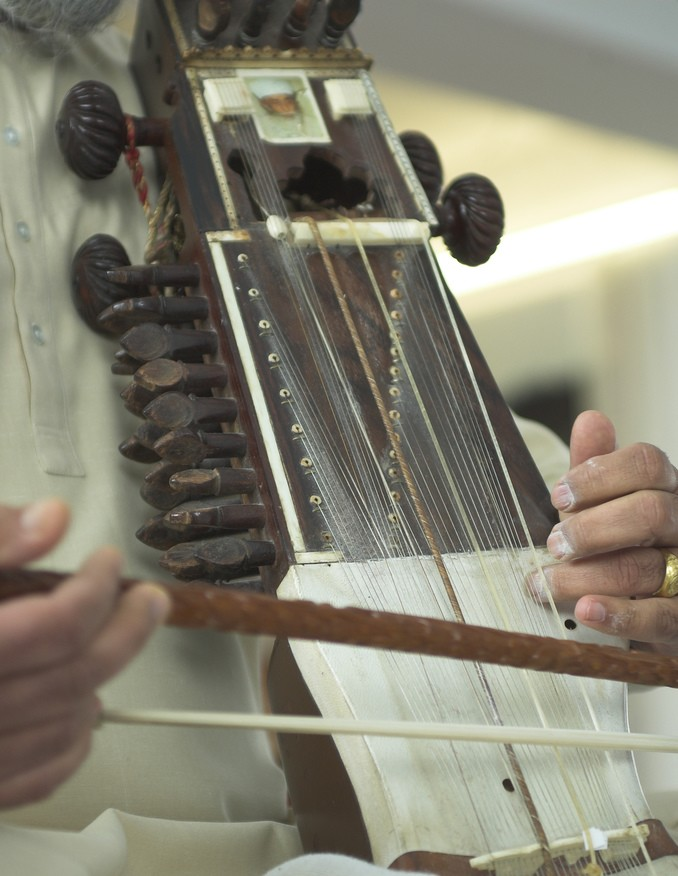
Sarangi

Sarangi, eller sarang, är ett indiskt musikinstrument. Sarangi är ett stråkinstrument med 3 melodisträngar (oftast tarmsträngar), en bordun och vanligen 36 resonanssträngar. De frisvängande strängarna tar upp vibrationer från melodisträngarna och svänger med. Man spelar instrumentet vertikalt, och strängarna förkortas genom att man håller fingrets nagel mot melodisträngen. Melodisträngarna ligger på ett yttre lager, medan resonanssträngar är placerade närmare kroppen och vidrörs inte av stråken.
Instrumentet tros härstamma från rabab, ett instrument som användes i Centralasien.